# Thunder Entered Her
Thunder Entered Her es una pieza coral escrita por el compositor inglés John Tavener en 1990. Fue encargado por el coro de cámara de St Albans,  y está escrita para coro SATB, campanillas y órgano. 
La letra sencilla "Thunder entered her / And made no sound" (El trueno entró en ella / Y no hizo ningún sonido) está tomado de San Efrén de Siria (c. 306-373), describe la inmaculada maternidad de María. El Mesías es descrito como "El Pastor de todos ... [que] se convirtió en un cordero." El poema termina con un cordero entrando en el mundo con un "balido", con un melismático solo de tenor .
Esta composición escrita en capas presenta un uso ritualista de las campanillas. Tavener emplea técnicas espaciales tales como la colocación de un pequeño coro que entona el Velichayem [Te glorificamos], y las campanillas a una cierta distancia del coro principal. La tensión se construye mediante la adición de roulades graves en el órgano que representa el trueno que jalona el texto y es acompañado por varios "Amén" del coro principal. El trabajo se cierra con un solo de tenor, marcado como "El sacrificio del cordero", que representa el nacimiento y la pasión de Cristo.

## Letra
| Velichayem Tya. [We magnify you] Thunder entered her And made no sound There entered the Shepherd of all, And in her He became The Lamb, bleating as He comes forth. Ameen [sic]. —Himno de la Natividad n.º 11 de San Efrén de Siria (306–373) |

## Grabaciones
Algunas grabaciones de esta composición se incluyen:
| Conjunto                                                                              | Director   | Sello  | Año  | Catálogo   |
| ------------------------------------------------------------------------------------- | ---------- | ------ | ---- | ---------- |
| Coro de la Catedral de Winchester, David Dunnett (órgano), Iain Simcock (campanillas) | David Hill | Virgin | 1994 | VC545035-2 |
| BBC Singers                                                                           | Simon Joly | Cala   | 1994 | CACD88023  |